# Sokolivka, Bereznehuvate
Sokolivka (în ucraineană Соколівка) este un sat în comuna Kaluha din raionul Bereznehuvate, regiunea Mîkolaiiv, Ucraina.

## Demografie
Componența lingvistică a localității Sokolivka
     Ucraineană (100%)
Conform recensământului din 2001, toată populația localității Sokolivka era vorbitoare de ucraineană (100%).